# Mexikói irodalom
Mexikó irodalma Közép-Amerika bennszülötteinek irodalmából táplálkozik. A helyi kifejezések és jellegzetes témák egyértelműen egy európaiakból és amerikai őshonos kultúrákból összeállt vegyes irodalomról árulkodnak. A spanyol gyarmatosítása  idején olyan barokk írókat érdemes ide sorolni, mint Bernardo de Balbuena, Carlos de Sigüenza y Góngora, Juan Ruiz de Alarcón és Sor Juana Inés de la Cruz.
A gyarmatosítás időszakának vége felé már irodalmilag is érdemesebb művészek emelkedtek ki Mexikóban, mint  José Joaquín Fernández de Lizardi, aki a mexikói pikareszk emblematikus alakja. A 19. század politikai bizonytalanságai miatt Mexikó   - ekkor már független államként - nem csak az irodalom terén mutat hanyatlást, hanem más művészeti ágakban is. A század második felében azonban a mexikói irodalom feltámadt saját romjaiból olyan műveknek köszönhetően, mint a "Los Mexicanos Pintados Por Si Mismos", mely hozzávetőleges képet fest arról, hogy a kor gondolkodói miként látták kortársaikat. A század vége felé a mexikói írók kialakították jellegzetes stílusukat. Két modernista költő emelkedik ki ebből az időszakból,  Amado Nervo és Manuel Gutierrez Najera.
A mexikói forradalom kitörése kedvezett a zsurnalisztika felvirágzásának. Miután a polgári megmozdulás lezajlott, a forradalom témája jelent meg a regényekben, történetekben valamint Mariano Azuela és Rodolfo Usigli színdarabjaiban. Ez az irányvonal magával hozta a nemzeti irodalom fellendülését, mely olyan szerzők műveiben mutatkozik meg leginkább, mint Rosario Castellanos és Juan Rulfo. A "bennszülött irodalom" is lassan előbukkant félezer éves álmából, mely a Mexikó területén élő bennszülöttek gondolatait és kultúráját célozta meg témájául, azonban, ironikus módon ezen írók egyike sem volt ténylegesen bennszülött. Közülük Ricardo Pozas és Francisco Rojas Gonzalez emelkedik ki.
Néhány, a fő áramlattól különböző irányzat is kialakult, mint például az  "estridentistas",  olyan alakokkal, mint Arqueles Vela és Manuel Maples Arce (1920-as évek), vagy a  "Los Contemporaneos", melyet Salvador Novo, Xavier Villaurrutia és Jose Gorostiza nevéhez szoktak kötni. A 20. század vége felé a mexikói irodalom (más modernista irodalmakhoz hasonlóan) témavilága felaprózódott, stílusa és műfajai változatosabbakká váltak. 1990-ben  Octavio Paz lett az első - és eleddig az egyetlen - Nobel-díjas mexikói író.

## Írók listája
tovább a mexikói költők, írók listájához…
| Név                  | Dátum     | Név                       | Dátum     | Név                       | Dátum     | Név                               | Dátum     |
| -------------------- | --------- | ------------------------- | --------- | ------------------------- | --------- | --------------------------------- | --------- |
| Nezahualcóyotl       | 1402–1472 | Juan Ruiz de Alarcón      | 1581–1639 | Sor Juana Inés de la Cruz | 1651–1695 | José Joaquín Fernández de Lizardi | 1776–1827 |
| Ignacio Ramírez      | 1818–1879 | Ignacio Manuel Altamirano | 1834–1893 | José Rosas Moreno         | 1838–1883 | Manuel Acuña                      | 1849–1873 |
| Juan de Dios Peza    | 1852–1910 | Salvador Díaz Mirón       | 1853–1928 | Manuel Gutiérrez Nájera   | 1858–1895 | Manuel José Othón                 | 1858–1906 |
| Luis Gonzaga Urbina  | 1864–1934 | Federico Gamboa           | 1864–1939 | Amado Nervo               | 1870–1919 | Mariano Azuela                    | 1873–1952 |
| Alfonso Reyes        | 1889–1959 | Bruno Traven              | 1890–1969 | Carlos Pellicer           | 1899–1977 | José Gorostiza                    | 1901–1973 |
| Xavier Villaurrutia  | 1903–1951 | Agustín Yáñez             | 1904–1980 | Salvador Novo             | 1904–1974 | Francisco Tario                   | 1911–1977 |
| Octavio Paz          | 1914–1998 | José Revueltas            | 1914–1976 | Elena Garro               | 1917–1998 | Alí Chumacero                     | 1918–2010 |
| Juan José Arreola    | 1918–2001 | Juan Rulfo                | 1918–1986 | Guadalupe 'Pita' Amor     | 1918–2000 | José Luis Martínez                | 1918–2007 |
| Ricardo Garibay      | 1923–1999 | Rosario Castellanos       | 1925–1974 | Jaime Sabines             | 1926–1999 | Tomás Segovia                     | 1927–2011 |
| Jorge Ibargüengoitia | 1928–1983 | Inés Arredondo            | 1928–1989 | Carlos Fuentes            | 1928–2012 | Héctor Azar                       | 1930–2000 |
| Margo Glantz         | 1930      | Salvador Elizondo         | 1932–2006 | Elena Poniatowska         | 1932      | Juan García Ponce                 | 1932–2003 |
| Vicente Leñero       | 1933–2014 | Sergio Pitol              | 1933–2018 | Gabriel Zaid              | 1934      | Gerardo Deniz                     | 1934–2014 |
| Fernando del Paso    | 1935–2018 | José Carlos Becerra       | 1937–1970 | Francisco Cervantes       | 1938–2005 | Carlos Monsiváis                  | 1938–2010 |
| José Emilio Pacheco  | 1939–2014 | Jesús Gardea              | 1939–2000 | Eduardo Lizalde           | 1929      | Homero Aridjis                    | 1940      |
| Esther Seligson      | 1941      | Héctor Aguilar Camín      | 1946      | Guillermo Samperio        | 1948      | II. Paco Ignacio Taibo            | 1949      |
| Ángeles Mastretta    | 1949      | Laura Esquivel            | 1950      | Coral Bracho              | 1951      | Carmen Boullosa                   | 1954      |
| Juan Villoro         | 1956      | Fernando Nachón           | 1957      | Mario Bellatin            | 1960      | Cristina Rivera Garza             | 1964      |

## Díjak és díjazottak
Irodalmi Nobel-díj: Octavio Paz; Cervantes-díj: Octavio Paz, Carlos Fuentes, Sergio Pitol; Neustadt Nemzetközi Irodalmi Díj: Octavio Paz, Carlos Fuentes (jelölt), Homero Aridjis (jelölt); Jeruzsálem-díj: Octavio Paz; Alfonso Reyes-díj: Octavio Paz, Juan José Arreola, José Emilio Pacheco, Ali Chumacero, José Luis Martínez, Ramón Xirau, Rubén Bonifaz Nuño, Nemzeti Irodalmi-díj: Octavio Paz, Sergio Pitol, Juan Rulfo, Carlos Monsivais, Juan José Arreola, Margo Glantz, Elena Poniatowska, Ali Chumacero, Vicente Leñero, Mariano Azuela, Alfonso Reyes, Jaime Sabines; Menendez y Pelayo Nemzetközi Díj: Octavio Paz, Carlos Fuentes, José Luis Martínez; Asturias Herceg Díj: Carlos Fuentes, Juan Rulfo; Guggenheim Partnerség: Sergio Pitol, Homero Aridjis, Juan García Ponce, Margo Glantz, Elena Poniatowska, Fernando del Paso, Vicente Leñero, Ramón Xirau, Rubén Bonifaz Nuño; Gallegos-díj: Carlos Fuentes, Elena Poniatowska, Fernando del Paso, Ángeles Mastretta; Garcia Lorca-díj: José Emilio Pacheco; Rulfo-díj: Sergio Pitol, Carlos Monsiváis, Tomás Segovia, Juan José Arreola, Juan García Ponce; Octavio Paz-díj: Tomás Segovia, José Emilio Pacheco.

## Olvasmánylista
Angolul:
- Mexican writers on writing / Margaret Sayers Peden., 2007
- Through their eyes : marginality in the works of Elena Poniatowska, Silvia Molina and Rosa Nissán / Nathanial Gardner., 2007
- Bordering fires : the vintage book of contemporary Mexican and Chicano/a literature / Cristina García., 2006
- Mexican voices : crónica de crónicas / Ilan Stavans., 2004
- The Contemporáneos Group : rewriting Mexico in the thirties and forties / Salvador Oropesa., 2003
- Mexican masculinities / Robert McKee Irwin., 2003
- Culture, politics and national identity in Mexican literature and film, 1929-1952 / Anne Doremus., 2001
- The shattered mirror : representations of women in Mexican literature / María Elena de Valdés., 1998
- Contemporary Mexican women writers : five voices / Gabriella De Beer., 1996
- Mexican literature : a history / David William Foster., 1994
- Broken bars : new perspectives from Mexican women writers / Kay S García., 1994
- Textured lives : women, art, and representation in modern Mexico / Claudia Schaefer., 1992
- Mexican literature : a bibliography of secondary sources / David William Foster., 1992
- Dictionary of Mexican literature / Eladio Cortés., 1992
- New writing from Mexico / Reginald Gibbons., 1992
- Storm : new writing from Mexico / Joanna Labor., 1992
- La Malinche in Mexican literature from history to myth / Sandra Messinger Cypess., 1991
- Bordering difference : culture and ideology in 20th century Mexico / Kemy Oyarzún., 1991
- Plotting women : gender and representation in Mexico / Jean Franco., 1989
- Mexican literature : a bibliography of secondary sources / David William Foster., 1981
- Precursors of the novel of the Mexican revolution / Roland Grass., 1974
- Bridging the gap; articles on Mexican literature / Jefferson Rea Spell., 1971
- History of Mexican literature / Carlos González Peña., 1968
- The eye of Mexico / Ramón Xirau., 1959
- A brief anthology of Mexican prose / Solomon Rosenberg., 1928
- Readings from modern Mexican authors / Frederick Starr., 1904

Spanyolul:
- Caleidoscopio crítico de literatura mexicana contemporánea / Adriana Hernández Sandoval., 2006
- Permanencia y destino de la literatura novohispana : historia y crítica / José Pascual Buxó., 2006
- Letras mexicanas: ensayos críticos sobre escritores mexicanos de la segunda mitad del siglo veinte / Alessandra Luiselli., 2006
- De El Periquillo al Pericazo : ensayos sobre literatura y cultura mexicana / Juan Carlos Ramírez-Pimienta., 2006
- Heterodoxos mexicanos : una antología dialogada / Rubén Gallo., 2006
- Veinte aventuras de la literatura mexicana / José Joaquín Blanco., 2006
- La creación del imaginario del indio en la literatura mexicana del siglo XIX / Conrado Quintero., 2005
- Protagonistas de la literatura mexicana / Emmanuel Carballo., 2005
- Prodigios novohispanos : ensayos sobre literatura de la Colonia / Margarita Peña., 2005
- Personerío : del siglo XX mexicano / José de la Colina., 2005
- Aristas : acercamientos a la literatura mexicana / Mario Calderón., 2005
- Nación, sociedad y utopía en el romanticismo mexicano / Carlos Illades., 2005
- Escrituras en contraste : femenino, masculino en la literatura mexicana del siglo XX / Maricruz Castro., 2004
- Escritores y escritos de la revolufia / Alvaro Ochoa., 2004
- Literatura mexicana de la modernidad / María Teresa Colchero., 2004
- Humanismo mexicano del siglo XX / Alberto Saladino García., 2004
- Literatura y cultura populares de la Nueva España / Mariana Masera., 2004
- Literatura y emblemática : estudios sobre textos y personajes novohispanos / Ma Isabel Terán Elizondo., 2004
- Apuntes sobre líteratura, cultura y otras notas más / Gerardo Bobadilla., 2004
- Arbitrario de literatura mexicana / Adolfo Castañón., 2003
- Aproximaciones literarias / Oscar Dávila., 2003
- Memoria : XVIII Coloquio de las Literaturas Mexicanas / Alma Leticia Martínez Figueroa., 2003
- La otra Nueva España : la la palabra marginada en la colonia / Mariana Masera., 2002
- Elevación y caída del estridentismo / Evodio Escalante., 2002
- Historia y literatura mexicana en el comienzo del siglo XX / Ignacio Betancourt., 2002
- La literatura nacional : revistas, ensayos, biografías y prólogos / Ignacio Manuel Altamirano., 2002